# Palača Medici Riccardi
Palača Medici Riccardi (italijansko Palazzo Medici Riccardi, imenovana tudi samo Palazzo Medici), po poznejši družini, ki jo je pridobila in razširila, je renesančna palača v Firencah v Italiji. Je sedež metropolitanskega območja Firenc in muzej.

## Opis
Palačo je zasnoval Michelozzo di Bartolomeo za Cosima de' Medici, vodjo bančne družine Medičejcev in je bila zgrajena med letoma 1444  in 1484. Znana je po kamnitih zidovih, ki vključujejo arhitekturne elemente kot je rustika in klesanec . Tri nadstropja uporabljena tukaj, izražajo renesančni duh racionalnosti, reda in klasicizma. To delitev poudarijo horizontalni venci, ki delijo stavbo v nadstropja z zmanjšano višino. Prehod iz nerazvitega zidu pritličja na bolj nežen prefinjen kamen v tretjem nadstropju naredi stavbo lažjo in višjo, ko se oko premakne navzgor do masivnega venca, ki pokriva in jasno obroblja zgradbo.
Michelozzo je vplival na zasnovo palače s klasičnimi rimskimi in brunelleschijevimi načeli. V času neorenesančne klasične kulture so bili antični rimski elementi pogosto ponavljani v arhitekturi, zgrajeni in upodobljeni v slikah. V Palači Medici Riccardi so rustikalna zidarska dela in venci imeli precedens v rimski praksi, vendar v celoti gledano izrazito florentinski, za razliko od katere koli znane rimske stavbe.
Podobno je zgodnji renesančni arhitekt Brunelleschi uporabljal rimske tehnike in vplival na Micheloza. Odprto dvorišče s kolonadami, ki je v središču palače, ima korenine v križnih hodnikih, ki so se razvili iz rimskih peristilov. V 16. stoletju sta bila odprta vogalna loža in prodajalna na ulici. Zamenjala so jih Michelangelova nenavadna pritlična »klečeča okna« (finestre inginocchiate), s pretiranimi konzolami, ki podpirajo okenske police in so vgrajene v pedimentno edikulo, ki se ponovi v novih glavnih vratih. Nova okna so postavljeni v stensko polnilo prvotne ločne odprtine, izraz manierističnega vtisa Michelangela in so jo drugi uporabljali večkrat.

## Sprejem
Ne glede na to namerno preprosto zunanjostjo, stavba dobro odraža nakopičeno bogastvo družine Medici. Petnajstletni Galeazzo Maria Sforza je bil 17. aprila 1459 slavnostno sprejet v Firencah in pustil pismo, ki opisuje, morda v izpopolnjenem besedilu sekretarja, skorajda popolno palačo, v kateri so imenitno namestili celotno njegovo spremstvo :
[...] hiša, ki je – kot mnoge v privlačnosti stropov, višine sten, gladkega zaključka vhodov in oken, številnih sob in salonov, elegance studiov, vrednih knjig, lepote in gracilnosti vrtov, kot tapiserijah , cassoni neprecenljive izdelave in vrednosti, plemenite skulpture, oblikovanja neskončnih vrst, pa tudi neprecenljivega srebra - najboljšega, kar sem jih kdaj videl ...
Niccolò de 'Carissimi, eden od svetovalcev Galeazza Marie, je navedel dodatne podrobnosti o sobah in vrtu:
[...] okrašena na vsaki strani z zlatom in finimi marmorji, z reliefi in skulpturami v reliefu s slikami in intarzijami narejenimi v perspektivi najbolj dovršeni in popolni mojstri, tudi v samih klopeh in nadstropjih hiše; tapiserije in hišni okras iz zlata in svile, srebrnina in knjige, so neskončni ... nato vrt v najboljšem poliranem marmorju, z različnimi rastlinami, ki se zdijo neobičajne narave, ampak barvite.
Poleg tega je Cosimo mladega Sforzo sprejel v kapeli »ne manj očarljivi in lepi kot ostala hiša«.

## Umetniška dela
Morda je najpomembnejši del palače kapela Treh kraljev, s freskami Benozza Gozzolija, ki jo je končal okoli leta 1459. Gozzoli je krasil freske s številnimi anekdotskimi detajli in portreti članov družine Medici in njihovih zaveznikov, skupaj z bizantinskim cesarjem Ivanom VIII. Paleologom in svetim rimskim cesarjem Sigismundom Luksemburškim, ki paradirajo skozi Toskano v preobleki Treh modrecev.  Ne glede na biblijske aluzije, mnoge od upodobitev opozarjajo na koncil v Firencah (1438-1439), dogodek, ki je prinesel ugled Firencam in Medičejcem.
Kapela je gostila tudi oltarni nastavek Filippa Lippija Molitev v gozdu. Lippijev original je zdaj v Berlinu, kopija pa je nadomestila izvirnik.
Druga dekoracija palače je vključevala dve luneti Filippa Lippija, ki prikazujeta Sedem svetnikov in Oznanjenje, zdaj v Narodni galeriji v Londonu.

## Zanimivosti
- Ko se je družina Medici vrnila v Firence po kratkem izgnanstvu v začetku 15. stoletja, [9] so ohranjali zadržanost in izkoriščali svojo moč za nastope. To se je odražalo v preprosti zunanjosti te stavbe in so rekli, da je Cosimo de' Medici zavrnil prejšnji predlog Brunelleschija.
- Palača je bila lokacija poročnega sprejema med Ferdinandom de' Medici, velikim princem v Toskane in Violante Beatrice Bavarske leta 1689.
- Leta 1938 je bila v palači večerja med voditelji držav Mussolinijem in Hitlerjem

## Galerija
- Notranje dvorišče
- Obzidan vrt
- Kapela Magov
- Oltar v kapeli
- Galerija z dekoracijo Luca Giordana